# Idéosphère
L'idéosphère caractérise le monde des idées ou des mèmes, comme la biosphère se rapporte au monde de la vie ou le cyberespace à l'espace des connexions informatiques. Il s'agit d'une dimension où les idées sont créées et développées, où les esprits se rejoignent. On peut aussi définir l'idéosphère comme le lieu des idées collectives.
Cette hypothèse expliquerait, par exemple, comment des inventions ont été découvertes à la même époque dans des communautés séparées qui ne communiquaient pas.
Selon cette hypothèse, on entend souvent dire l'expression « Quand vous avez une bonne idée, vous pouvez vous dire que 30 personnes ont sûrement eu la même que vous quelque part sur Terre ». C'est aussi cet effet qui fait que parfois on se dit « J'avais eu cette idée ! » même si on en avait par exemple parlé à personne.
Le terme est apparu pour la première fois[réf. souhaitée] sous la plume de l'éthologiste Richard Dawkins dans son ouvrage Le Gène égoïste paru en 1976.
Une première forme de l'idéosphère se retrouve dans la théorie des formes de Platon, mais est reprise de diverses manières et perfectionnée par différents penseurs[évasif].